# 棕滩
棕滩位于南沙群岛东部，忠孝滩和勇士滩以南，仙后滩以西。最浅处水深约9米。1935年中华民国水陆地图审查委员会公布的名称为“棕色滩”，1947年中华民国内政部方域司公布的名称和1983年中国地名委员会公布的标准名称均为“棕滩”。西方文献一般称为“Brown Bank”。